# 娄杖子乡
娄杖子乡是中国河北省秦皇岛市青龙满族自治县下辖的一个乡。

## 行政区划
娄杖子乡下辖娄杖子村、前牛山村、前擦岭村、朴杖子村、后牛山村、西台子村、丁杖子村、小大杖子村、杜杖子村、后擦岭村、王庄村、大鹿沟村、小鹿沟村、狮子坪村、小山村。